# Wereldkampioenschappen zwemmen 2011 – 200 meter wisselslag mannen
De 200 meter wisselslag mannen op de wereldkampioenschappen zwemmen 2011 vond plaats op 27 juli, series en halve finales, en 28 juli  2011, finale. Omdat het zwembad waarin de wedstrijd gehouden werd 50 meter lang is, bestaat de race uit vier baantjes. Na afloop van de series kwalificeerden de zestien snelste zwemmers zich voor de halve finales, de snelste acht uit de halve finales gingen door naar de finale. Regerend wereldkampioen was Ryan Lochte uit de Verenigde Staten.

## Podium
| Goud        | Goud | Zilver         | Zilver | Brons       | Brons |
| ----------- | ---- | -------------- | ------ | ----------- | ----- |
| Ryan Lochte | USA  | Michael Phelps | USA    | László Cseh | HUN   |

## Records
Voorafgaand aan het toernooi waren dit het wereldrecord en het kampioenschapsrecord
| Wereldrecord en Kampioenschapsrecord | Ryan Lochte | 1.54,10 | Rome | 30 juli 2009 |

## Uitslagen

### Series
| Rang | Serie | Baan | Naam                | Land                        | Tijd    | Bijz, |
| ---- | ----- | ---- | ------------------- | --------------------------- | ------- | ----- |
| 1    | 4     | 4    | Thiago Pereira      | Brazilië                    | 1.57,82 | Q     |
| 2    | 4     | 1    | Dávid Verrasztó     | Hongarije                   | 1.58,69 | Q     |
| 3    | 4     | 7    | Kenneth To          | Australië                   | 1.59,02 | Q     |
| 4    | 6     | 4    | Ryan Lochte         | Verenigde Staten            | 1.59,04 | Q     |
| 5    | 4     | 5    | Markus Rogan        | Oostenrijk                  | 1.59,22 | Q     |
| 6    | 6     | 2    | Yuya Horihata       | Japan                       | 1.59,25 | Q     |
| 7    | 6     | 1    | Vytautas Janušaitis | Litouwen                    | 1.59,43 | Q     |
| 8    | 5     | 4    | Michael Phelps      | Verenigde Staten            | 1.59,48 | Q     |
| 9    | 4     | 2    | Diogo Carvalho      | Portugal                    | 1.59,51 | Q     |
| 10   | 4     | 3    | Henrique Rodrigues  | Brazilië                    | 1.59,54 | Q     |
| 11   | 5     | 5    | James Goddard       | Verenigd Koninkrijk         | 1,59,68 | Q     |
| 12   | 4     | 8    | Marcin Cieslak      | Polen                       | 1.59,77 | Q     |
| 13   | 6     | 5    | László Cseh         | Hongarije                   | 1.59,80 | Q     |
| 14   | 5     | 6    | Darian Townsend     | Zuid-Afrika                 | 1.59,97 | Q     |
| 15   | 6     | 7    | Gal Nevo            | Israël                      | 1.59,98 | Q     |
| 16   | 6     | 6    | Jan David Schepers  | Duitsland                   | 1.59,99 | Q     |
| 17   | 5     | 8    | Bradley Ally        | Barbados                    | 2.00,03 |       |
| 18   | 5     | 2    | Wang Shun           | China                       | 2.00,12 |       |
| 19   | 6     | 3    | Yuya Roebuck        | Verenigd Koninkrijk         | 2.00,42 |       |
| 20   | 3     | 1    | Raphael Stacchiotti | Luxemburg                   | 2.00,87 |       |
| 21   | 3     | 2    | Andrew Ford         | Canada                      | 2.00,92 |       |
| 22   | 5     | 3    | Markus Deibler      | Duitsland                   | 2.00,99 |       |
| 23   | 3     | 4    | Marcin Tarczynski   | Polen                       | 2.01,14 |       |
| 24   | 3     | 7    | Taki M'Rabet        | Tunesië                     | 2.01,44 |       |
| 25   | 5     | 7    | Simon Sjödin        | Zweden                      | 2.01,60 |       |
| 26   | 3     | 3    | Martin Liivamägi    | Estland                     | 2.01,88 |       |
| 27   | 2     | 6    | Jung Won-Yong       | Zuid-Korea                  | 2.02,50 |       |
| 28   | 2     | 5    | Aleksey Derlyugov   | Oezbekistan                 | 2.03,30 |       |
| 29   | 2     | 4    | Pavel Sankovich     | Wit-Rusland                 | 2.03,52 |       |
| 30   | 3     | 8    | Niksa Roki          | Kroatië                     | 2.03,89 |       |
| 31   | 6     | 8    | Federico Turrini    | Italië                      | 2.04,35 |       |
| 32   | 2     | 3    | Omar Pinzón         | Colombia                    | 2.04,38 |       |
| 33   | 3     | 6    | Zhang Fenglin       | China                       | 2.04,49 |       |
| 34   | 4     | 6    | Mitch Larkin        | Australië                   | 2.04,57 |       |
| 35   | 1     | 4    | Morad Berrada       | Marokko                     | 2.06,90 |       |
| 36   | 1     | 3    | Hocine Haciane      | Andorra                     | 2.07,14 |       |
| 38   | 1     | 1    | Irakli Bolkvadze    | Georgië                     | 2.07,29 |       |
| 37   | 2     | 1    | Danilov Vasilii     | Kirgizië                    | 2.08,68 |       |
| 39   | 1     | 6    | Rafael Ferracuti    | El Salvador                 | 2.09,16 |       |
| 40   | 2     | 8    | Branden Whitehurst  | Amerikaanse Maagdeneilanden | 2.09,58 |       |
| 41   | 2     | 7    | Saeed Ashtiani      | Iran                        | 2.09,81 |       |
| 42   | 1     | 5    | Pavol Jelenak       | Slowakije                   | 2.10,15 |       |
| 43   | 1     | 7    | Eli Ebenezer Wong   | Noordelijke Marianen        | 2.10,18 |       |
| 44   | 1     | 2    | Edwin Angjeli       | Albanië                     | 2.10,27 |       |
| 45   | 2     | 2    | Ensar Hajder        | Bosnië en Herzegovina       | 2.11,99 |       |
| 46   | 1     | 8    | Paul Elaisa         | Fiji                        | 2.20,73 |       |
| –    | 5     | 1    | Aleksandr Tichonov  | Rusland                     |         | DSQ   |
| –    | 3     | 5    | Dinko Jukić         | Oostenrijk                  |         | DNS   |

### Halve finales
| Rang | Naam                | Land                | Tijd    | Serie | Baan | Bijz. |
| ---- | ------------------- | ------------------- | ------- | ----- | ---- | ----- |
| 1    | Ryan Lochte         | Verenigde Staten    | 1.56,74 | 1     | 5    | Q     |
| 2    | Michael Phelps      | Verenigde Staten    | 1.57,26 | 1     | 6    | Q     |
| 3    | László Cseh         | Hongarije           | 1.57,66 | 2     | 1    | Q     |
| 4    | Markus Rogan        | Oostenrijk          | 1.57,74 | 2     | 3    | Q     |
| 5    | Thiago Pereira      | Brazilië            | 1.58,27 | 2     | 4    | Q     |
| 6    | James Goddard       | Verenigd Koninkrijk | 1.58,50 | 2     | 7    | Q     |
| 7    | Kenneth To          | Australië           | 1.59,17 | 2     | 5    | Q     |
| 8    | Yuya Horihata       | Japan               | 1.59,47 | 1     | 3    | Q     |
| 9    | Darian Townsend     | Zuid-Afrika         | 1.59,49 | 1     | 1    |       |
| 10   | Vytautas Janušaitis | Litouwen            | 1.59,51 | 2     | 6    |       |
| 11   | Gal Nevo            | Israël              | 1.59,67 | 2     | 8    |       |
| 12   | Diogo Carvalho      | Portugal            | 1.59,80 | 2     | 2    |       |
| 13   | Jan David Schepers  | Duitsland           | 1.59,83 | 1     | 8    |       |
| 14   | Henrique Rodrigues  | Brazilië            | 2.00,04 | 1     | 2    |       |
| 15   | David Verrasztó     | Hongarije           | 2.00,05 | 1     | 4    |       |
| 16   | Marcin Cieslak      | Polen               | 2.01,65 | 1     | 7    |       |

### Finale
| Rang   | Naam           | Land                | Tijd    | Baan | Bijz. |
| ------ | -------------- | ------------------- | ------- | ---- | ----- |
| Goud   | Ryan Lochte    | Verenigde Staten    | 1.54,00 | 4    | WR    |
| Zilver | Michael Phelps | Verenigde Staten    | 1.54,16 | 5    |       |
| Brons  | László Cseh    | Hongarije           | 1.57,69 | 3    |       |
| 4      | James Goddard  | Verenigd Koninkrijk | 1.57,79 | 7    |       |
| 5      | Markus Rogan   | Oostenrijk          | 1.58,14 | 6    |       |
| 6      | Thiago Pereira | Brazilië            | 1.59,00 | 2    |       |
| 7      | Kenneth To     | Australië           | 1.59,26 | 1    |       |
| 8      | Yuya Horihata  | Japan               | 1.59,52 | 8    |       |